# アイン・ランド
アイン・ランド（Ayn Rand、/ˈaɪn ˈrænd/;、1905年2月2日 - 1982年3月6日）は、ロシア系アメリカ人の小説家、思想家、劇作家、映画脚本家である。本名アリーサ・ジノヴィエヴナ・ローゼンバウム（露: Алиса Зиновьевна Розенбаум）。2冊のベストセラー小説『水源』、『肩をすくめるアトラス』で知られる。また自ら「客観主義」と名付けた思想体系の創出者としても知られる。
ロシアで生まれ、同国で教育を受けた後、1926年にアメリカ合衆国に移住。ハリウッドで映画脚本家として働き、劇作品の一つは1935年から1936年までブロードウェイで上演された。初期の小説2作品は当初それほど評判にならなかったが、小説『水源』（1943年）で名声を得た。
1957年には代表作の小説『肩をすくめるアトラス』を出版。その後は自らの思想を伝播するノンフィクションに転向した。自ら雑誌を刊行し、いくつかのエッセー集を発表し、1982年に死去した。ランドは理性を知識を得る唯一の手段として擁護し、信仰や宗教を拒絶した。合理的かつ倫理的なエゴイズムを支持し、倫理的利他主義を拒絶した。政治においては「実力への着手」（Initiation of Force、自分の側からの強制力の行使）を非難し、集産主義および国家主義に反対した。また、無政府主義にも反対した。最小国家主義および自由放任資本主義を、個人の権利を守る唯一の社会制度と信じ、支持した。芸術においてはロマン主義的写実主義を唱道した。一部のアリストテレス派哲学者や古典的自由主義を除き、ほとんど全ての思想家及び思想的伝統を辛辣に批判した。
文芸評論の世界では、ランドの虚構はほとんど認められていない。アカデミズムの世界では、ランドの思想はほぼ無視または否認されている。客観主義運動は、ランドの思想を一般および学界に広めることを目指す運動である。リバタリアンやアメリカの保守主義において、ランドは大きな影響力を保ち続けている。

## 生涯

### 生い立ち
ランドは1905年2月2日にサンクトペテルブルクに住む中産階級の一家の、3人姉妹の長女として生まれた。父はジノヴィ・ザハーロヴィチ・ローゼンバウム、母はアンナ・ボリソヴナ（旧姓カプラン）で、2人はほぼ非順守派のユダヤ人であった。父ジノヴィ・ローゼンバウムは薬剤師として成功し、薬局一店舗とこの薬局が入るビルを所有するに至った。ランドは学校には退屈し、彼女自身によれば8歳の時には映画の脚本を書き始め、10歳の時には小説を書き始めた。ランドが12歳の時、二月革命（1917年）が起きた。この時はニコライ2世よりもアレクサンドル・ケレンスキーに好感を持っていた。
その後の十月革命と、ウラジーミル・レーニンが指導するボリシェヴィキの独裁確立により、ランドの一家はそれまでの快適な生活を破壊された。父の薬局事業は没収され、一家は転居を強制された。ランド一家はロシア内戦中白軍の支配下にあったクリミアに逃れた。ランドの回想によれば、ランドは高校時代に無神論の立場を取ることを決め、理性を他のあらゆる人間的価値の上位に置くことに決めた。ランドが16歳でクリミアの高校を卒業した後、一家はペトログラード（旧サンクトペテルブルク）に戻った。ペトログラードでの生活条件はひどく、時に飢餓寸前の状態に陥った。

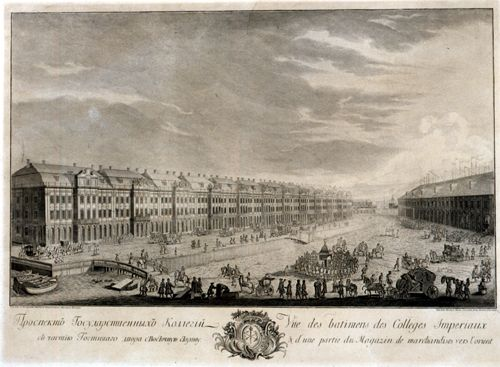
ランドはペトログラード国立大学で3ヶ年のプログラムを修了した。

ロシア革命後、大学が女性に解放され、ランドはペトログラード大学に入学した最初の女性の一人になった。ランドは、この大学の社会教育学部で歴史を専攻した。大学ではアリストテレスおよびプラトンの著作に出会った。アリストテレスには最大の影響を、プラトンには最大の反面教師としての影響を、それぞれ受けることになった。アリストテレスとプラトンに次いでランドが熱心に著作を研究した思想家は、フリードリヒ・ニーチェであった。フランス語、ドイツ語、ロシア語を読むことができたランドは、フョードル・ドストエフスキー、ヴィクトル・ユーゴー、エドモン・ロスタン、フリードリヒ・シラーなどの作家にも出会い、これらの作家の作品を長く愛読した。
卒業直前、ランドは他の多くの「ブルジョア」学生と共に大学から追放された。しかし海外から訪れた科学者グループからの抗議を受け、追放された学生の多くは学業の修了と卒業を許可された。ランドも1924年に大学を卒業した。その後1年間レニングラードの国立映画専門学校で学んだ。学校の課題の一つとしてポーランド人女優ポーラ・ネグリに関する評論を書き、これがランドの最初の刊行作になった。
この頃までに筆名としてアイン・ランドを名乗ることを決めていた。名前の由来は諸説あるが、「ランド」は本名の姓Rosenbaumのキリル文字での短縮形、「アイン」はフィンランド語での名前、もしくは「目」を意味するヘブライ語「 עין」（アイン）から取ったといわれる。

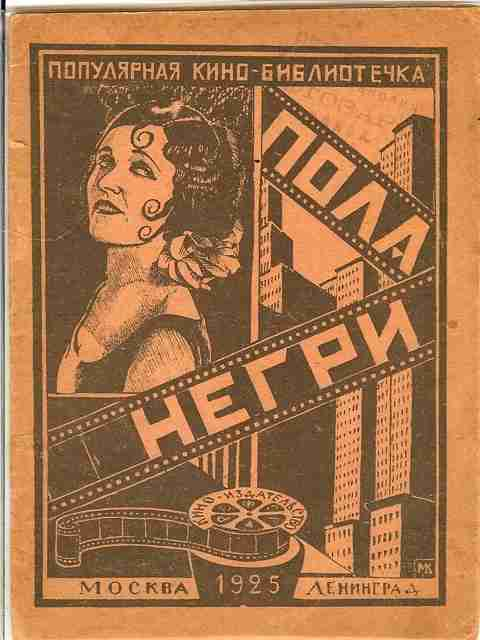
1925年に出版されたランドの最初の刊行作、女優ポーラ・ネグリに関する2,500語の研究論文。

### アメリカへの移住
1925年、ランドはアメリカの親類を訪問するビザを取得した。ニューヨーク港に着いたランドは、マンハッタンの摩天楼群が織りなすスカイラインに、感激のあまり「光輝の涙」を流したと後に回想している。米国に留まり映画脚本家になることを決心していたランドは、最初にシカゴの親類を訪れた。親類の一人は映画館を1つ所有しており、彼女が数十の映画を無料で見ることを許した。数か月の滞在後、ランドはシカゴの親類の家を後にし、カリフォルニア州ハリウッドへと出発した。
当初ハリウッドでの生活は苦しく、生活費を稼ぐために雑多な仕事に従事した。著名映画監督セシル・B・デミル (Cecil B. DeMille) との面識を得て、彼の映画「キング・オブ・キングス」（The King of Kings）でのエキストラに採用され、その後も下級シナリオライターとしての仕事を獲得した。「キング・オブ・キングス」での仕事中、若く野心的な俳優フランク・オコナー（Frank O'Connor）と出会い、1929年4月15日に結婚。1931年にはアメリカ市民権を取得した。1930年代、ランドは作家業の補助として様々な職業に就いた。その中には、当時の5大映画会社の一つ、RKOスタジオの衣装部門の責任者の仕事もあった。両親と2人の妹を米国に呼び寄せようと何度か試みたが、彼らは移住許可を取得できなかった。

### 初期のフィクション
ランドが作家として最初に成功した作品は、1932年に映画会社ユニバーサル・スタジオに買い取られた脚本「レッドポーン」（Red Pawn）であった。ただしこの脚本は結局映画化されなかった。次に書かれた法廷ドラマ「1月16日の夜に」（Night of January 16th）は、まず1934年にハリウッドでエドワード・E・クライヴ (Edward E. Clive) によって映画化され、1935年にはブロードウェイで上演され成功を収めた。劇場版の「1月16日の夜に」では、毎晩観客の中から「陪審員」が選ばれ、陪審員の「評決」に応じ、2つ用意された別々の結末の一方が演じられた。1941年には、映画会社パラマウント・ピクチャーがこの劇の映画版を制作した。ランドはこの映画の制作に参加せず、その結果に対しきわめて批判的だった。
ランドの最初の小説は、1936年に出版された半自伝的作品『われら生きるもの』（We the Living）である。ソビエト政権下のロシアを舞台にしたこの小説は、個人と国家の対立に焦点を当てている。この小説の1959年版のまえがきでランドは、「（『われら生きるもの』は）私の小説の中で最も自伝に近い作品である。文字通りの意味での自伝ではないが、知的な意味での自伝とは言える。筋書きは創作だが、背景は創作ではない［‥‥］」と述べている。出版当初の売れ行きは悪く、アメリカの出版社はこの作品を絶版にした。ただしヨーロッパでは売れ続けた。後に『水源』等がベストセラーになったことにより、ランドは1959年にこの小説の改訂版を出版できた。以来『われら生きるもの』の販売部数は300万部を超えている。1942年にはイタリアでこの小説を元にした2部作の映画、『ノア・ビビ』（Noi vivi）および『アディオ・キラ』（Addio, Kira）が制作された。ランドはこの映画化について知らなかった。この2部作映画は1960年に再発見され、ランドの承認の下、1本の映画『われら生きるもの』（We the Living）に再編集され、1986年に発表された。
次の大作『水源』（The Fountainhead）を書いた後の休み中には、短篇小説『アンセム』（Anthem）を書いている。『アンセム』には、全体主義的な集産主義が勝利した結果、「I（私）」という言葉さえ忘れ去られ「We（私たち）」という言葉に取って代わられた、ディストピア的な未来像が描かれている。この小説は1938年にイングランドで出版されたが、アメリカでは当初この小説を出版してくれる出版社が見つからなかった。『われら生きるもの』の場合と同様、その後『水源』がベストセラーになったおかげで、ランドは1946年にこの小説の改訂版を出版できた。『アンセム』の販売部数は350万部を超えている。

### 『水源』と積極的政治活動
1940年代、ランドは政治活動に積極的に関与するようになった。1940年の大統領選挙でランドは、夫と共に、共和党ウェンデル・L・ウィルキー (Wendell Lewis Willkie) 陣営のボランティア専従スタッフとして活動した。この活動の過程で、ランドは初めて公衆を前に演説する経験をした。ニューヨーク市では、ウィルキー支持のニュース映画を見たばかりの聴衆から、時に敵意をむき出しにした質問を受けることもあった。ランドはこうした敵意ある質問にも当意即妙に答えた。これはランドにとって非常に楽しい経験だった。またこの活動により、自由市場資本主義を支持する知識人達との交流も生まれた。ジャーナリストのヘンリー・ハズリット (Henry Hazlitt) 夫妻と友人になり、ハズリットの紹介でオーストリア学派の経済学者ルートヴィヒ・フォン・ミーゼス (Ludwig von Mises) とも知り合った。ランドと彼らの間には思想的相違があったが、ランドはハズリットとミーゼスの著作を生涯にわたり支持し、彼らもランドへの賞賛を表明した。ミーゼスはランドのことを「the most courageous man in America（アメリカで最も勇敢な人）」と述べたことがある。この賛辞はランドを特に喜ばせた。ミーゼスがランドを「woman」ではなく「man」と呼んだからである。ランドはリバタリアンの作家イザベル・パターソンとも友情を育んだ。二人は幾度となく会った。博識なパターソンに、ランドは夜遅くまでアメリカの歴史や政治について尋ねた。パターソン唯一のノンフィクション『The God of the Machine』には、ランドが与えたアイデアが反映されている。
執筆に7年を費やし、1943年に出版されたロマンス思想小説『水源』（The Fountainhead）は、作家アイン・ランド初の大ヒット作となった。この小説は、妥協しない若き建築家ハワード・ロークと、「second-hander（セコハン人間、受け売り人間）」との対立を中心に描かれている。セコハン人間とは、他人を自己より上位に置き、他人を通じて生きようとする人々である。『水源』はボブスメリル社 (Bobbs-Merrill Company) が出版を引き受ける前に、12の出版社から出版を拒否されている。ボブスメリル社が『水源』の出版引き受けを決めたのは、同社の編集者アーチボルド・オグデン (Archibald Ogden) が、『水源』を出版しなければ会社を辞める、と雇い主を脅したからである。『水源』の仕上げにかかっている間、疲労と闘うため、ランドは「ベンゼドリン」という商品名のアンフェタミン（中枢神経刺激薬）の処方を受けていた。この薬は原稿を締め切りに間に合わせるための長時間執筆に役立ったが、ランドは疲弊し切り、原稿完成時、医師から2週間の安静を命じられたほどであった。この薬を約30年にわたり使用し続けたことが、後に彼女と付き合った人々から、気分の移り変わりが激しいと時に評される一因だった可能性がある。
『水源』は最終的に世界的成功を収め、ランドに名声と経済的安寧をもたらした。1943年、ランドはこの小説の映画化の権利をワーナー・ブラザース社に売却し、同映画の脚本を書くためハリウッドに戻った。『水源』映画版（邦題「摩天楼」）の脚本を完成させると、ランドは映画プロデューサーのハル・ウォリス (Hal Wallis) に、脚本家兼スクリプトドクターとして雇われた。ウォリスの下でランドが脚本を書いた映画には、アカデミー賞にノミネートされた「ラブ・レター」（Love Letters、1945年）や「大空に駈ける恋」（You Came Along、1945年）などがある。この間、ランドには他のプロジェクトに関わる余裕ができた。こうしたプロジェクトの一つに、彼女の思想をノンフィクションの形で論じた『個人主義の道徳的基礎』（The Moral Basis of Individualism）の執筆計画があった。計画された本は完成しなかったが、この本の内容を要約した『明日への唯一つの道』（The Only Path to Tomorrow）というエッセイが、「リーダーズ・ダイジェスト」（Reader's Digest）誌の1944年1月号に発表された。
ハリウッドで働く間、ランドは、自由市場を擁護し共産主義に反対する政治活動への関与を深めた。ハリウッドの反共産主義グループ「アメリカの理想を守るための映画同盟」 (Motion Picture Alliance for the Preservation of American Ideals) と関係を持つようになり、このグループの立場からの記事を複数書いた。反共産主義アメリカ作家協会 (the anti-Communist American Writers Association) の一員にもなった。イザベル・パターソンがランド宅を訪れ、カリフォルニアに住むランドの盟友たちに会った時、パターソンは、ランドの大切な盟友たちに向かって無礼な（とランドが見なす）発言をした。パターソンとランドの不和はこの発言で決定的となった。1947年、第二次赤狩りの間、ランドはアメリカ合衆国議会下院の非米活動委員会 (Un-American Activities Committee) で「友好的証人」(friendly witness) として証言台に立った。ランドは、ソ連での彼女の個人的経験と、映画「Song of Russia」（1944年）で描かれたソ連像がかけ離れていることを証言した。ランドはこの映画が、ソ連での生活を実際よりもはるかに良好かつ幸福に描くことで、ソ連の状況を著しく歪めていると主張した。ランドはまた、当時評判だった映画「我等の生涯の最良の年」（The Best Years of Our Lives、1946年）がビジネス界をネガティブに描いている（と彼女が解釈した）点の批判も希望したが、この点についての証言は許可されなかった。聴聞の後、調査の有効性をどう思うか尋ねられたランドは、このプロセスは「無駄骨」(futile) だったと答えている。
『水源』（The Fountainhead）の映画版（邦題「摩天楼」）は、数回の遅延の後、1949年に公開された。ランド自身による脚本をほぼそのまま使用した映画だったが、ランドはこの映画を「初めから終わりまで嫌い」で、編集、演技などさまざまな要素への不満を述べた。

### 『肩をすくめるアトラス』とオブジェクティビズム
『水源』（The Fountainhead）出版後、ランドは数年にわたり読者から多数の手紙を受け取った。読者の中には、この小説から深い影響を受けた者もいた。1951年、ランドはロサンゼルスからニューヨークに転居した。ニューヨークでランドは、こうした崇拝者たちのグループを自分のそばに集めた。このグループは、社会主義国家における集産主義組織を意味する「The Collective」（集団）を（冗談で）自称した。このグループには、後の連邦準備制度理事会議長アラン・グリーンスパン (Alan Greenspan) や、若い心理学学生ネイサン・ブルメンタル（Nathan Blumenthal、後のナサニエル・ブランデンNathaniel Branden）とその妻バーバラ (Barbara) や、バーバラの従兄弟レナード・ピーコフもいた。当初このグループは、週末にランドのアパートを訪れ思想的な議論をする友人同士の、形式張らない集まりだった。その後ランドは、新しい小説『肩をすくめるアトラス』（Atlas Shrugged）の原稿を書きながら、この小説の草案をこのグループに読ませるようになった。1954年には、年下のナサニエル・ブランデンとの親密な関係が愛人関係に発展した。この関係はランドとプランデンそれぞれの配偶者の同意に基づくものだった。

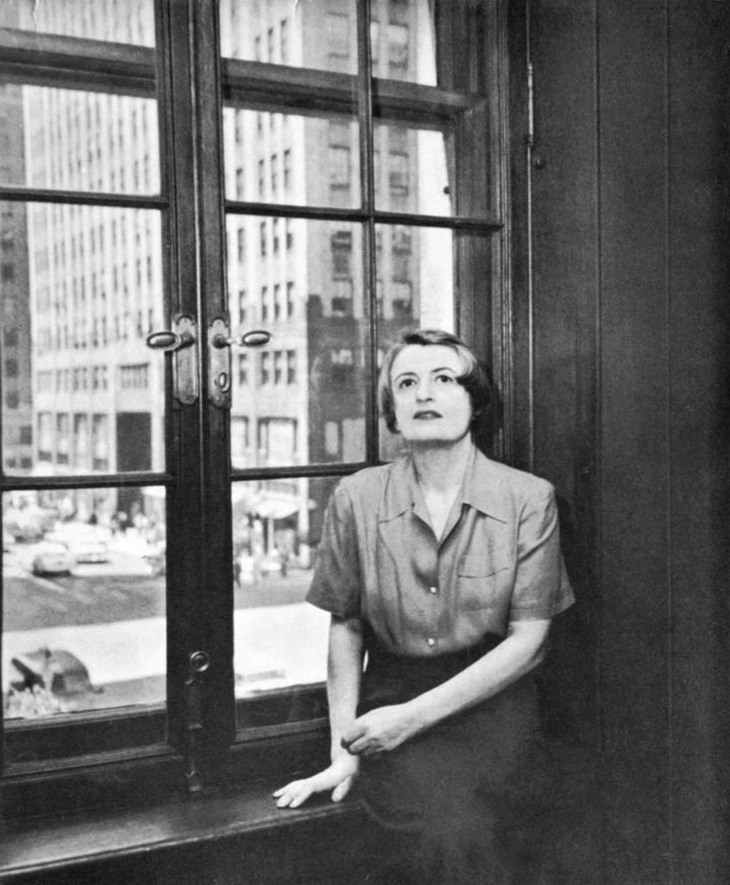
『肩をすくめるアトラス』の口絵に載ったランド（1957年）

1957年に出版された『肩をすくめるアトラス』（Atlas Shrugged）はランドの最高傑作になった。ランドはこの小説のテーマを「人間存在における精神の役割と、そこから導き出される新しい道徳思想、すなわち合理的利己の道徳の提示」と説明している。『肩をすくめるアトラス』では、ランドのオブジェクティビズム思想の中心テーゼが唱道され、人間による達成に関する彼女の考えが表現されている。この小説では、ディストピア化したアメリカ合衆国で、トップレベルの創造性を持つ実業家、科学者、芸術家がストライキを決行し、山岳地の奥に密かに独立自由経済社会を建設する。この小説の主人公でストライキの指導者であるジョン・ゴールトは、このストライキを、国家の富と達成に最も貢献をしている人々の精神を引き揚げることにより、「世界のモーターを止める」ことと述べる。この架空のストライキを通じランドが表現しようとしたのは、合理的で生産的な人々の努力がなければ、経済は崩壊し社会は瓦解するということである。『肩をすくめるアトラス』は恋愛小説、ミステリー、およびSFの要素を含んでいる。主人公ジョン・ゴールトが行う長大な演説は、ランドの小説作品の中で、彼女のオブジェクティビズム思想を最も詳しく述べたものである。
多くの否定的なレビューにもかかわらず、『肩をすくめるアトラス』は国際的ベストセラーになった。ジャーナリストのマイク・ウォレス (Mike Wallace) によるインタビューの中で、ランドは自分自身を「存命する中で最も創造的な思想家」と表現している。この小説を完成後、ランドは深刻な抑鬱症に陥った。『肩をすくめるアトラス』はランドの最後のフィクション作品であり、彼女の人生の転換点であった。この作品をもってランドの小説家としてのキャリアは終わり、大衆的思想家としての役割が始まった。
1958年、ナサニエル・ブランデンは、ランドの思想の普及を目的とする「ナサニエル・ブランデン・レクチャーズ」(Nathaniel Branden Lectures) を設立した。「ナサニエル・ブランデン・レクチャーズ」は、後に「NBI: ナサニエル・ブランデン研究所」 (Nathaniel Branden Institute) として法人化された。NBIのメンバーは、同研究所の講演会で講演し、ランドが編集する定期刊行誌に論文を寄稿した。ランドは後にこれらの論文のいくつかを書籍化して出版した。NBIの文化は知的馴れ合いであり、ランドへの阿諛追従であったと批判する者もいる。NBIの批判者には、NBIの元研究生や、ブランデン自身が含まれる。NBIやオブジェクティビズム運動自体が、カルトもしくは宗教であると述べる者もいる。ランドは、文学や音楽から性、 髭に至るまで、幅広いトピックについて意見を表明した。ランドの追従者の中には、彼女の好みを模倣したり、彼女の小説の登場人物に合う服を着たり、彼女と同じような家具を買ったりする者もいた。NBIの研究生の多くは、ランドの眼鏡に適わなかった。ランドは研究生たちを厳格な基準に従わせた。自分に同意しない者には、冷たく対応したり、怒りを向けたりすることもあった。ただし、かつてのNBI研究生たちの中には、これらの行動は誇張して伝えられており、問題があったのは、ニューヨークでランドと特に親しかった追従者との関係に限られていたと信じる者もいる。

### 後半生
1960年代から1970年代にかけ、ランドはオブジェクティビズム思想の発展と普及のため、ノンフィクション作品の執筆や学生向けの講演を精力的に行った。ランドが講演した大学には、イェール大学、プリンストン大学、コロンビア大学、ハーバード大学、マサチューセッツ工科大学などが含まれる。1963年にはルイス & クラーク大学から名誉博士号を授与された。フォード・ホール・フォーラム (Ford Hall Forum) で毎年講演するようにもなり、講演後は聴衆からの質問に応じた。これらの講演や質疑応答で、ランドは当時の政治的・社会的問題について、しばしば議論の的になる立場を取った。たとえばランドは、人工妊娠中絶の権利を支持し、ベトナム戦争と徴兵に反対し（ただし多くの徴兵忌避者を「クズ」(bum) と糾弾している）、1973年の第四次中東戦争でパレスティナおよびアラブと闘うイスラエルを「野蛮人と闘う文明人」と呼んで支持し、アメリカに入植したヨーロッパ人にはアメリカ先住民から土地を奪う権利があったと述べ、同性愛は「不道徳」(immoral) で「胸が悪くなる」(disgusting) と述べながら、同性愛を規制するすべての法律の廃止を唱えた。また、米国大統領選挙において何人かの共和党候補者を支持した。中でも最も強く支持したのは1964年の大統領選に出馬したバリー・ゴールドウォーターであった。ランドはゴールドウォーターの立候補を、刊行誌「ザ・オブジェクティビスト・ニューズレター」（The Objectivist Newsletter）で数回にわたり後押ししている。

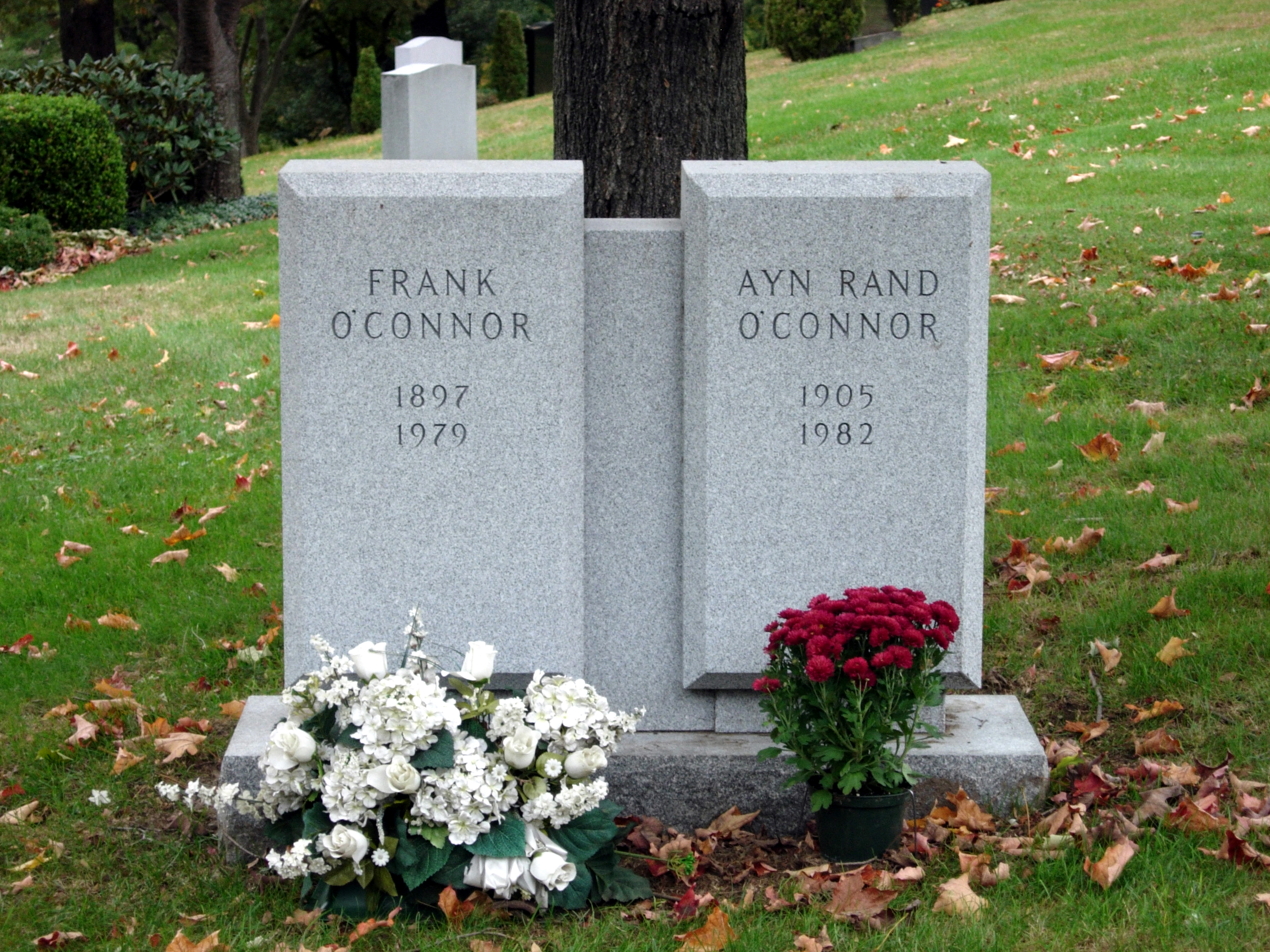
ニューヨーク州ヴァルハラのケンシコ墓地にあるランド夫妻の墓標

1964年、ナサニエル・ブランデンは若い女優パトリシア・スコット (Patrecia Scott) と愛人関係になった（後にブランデンは彼女と結婚した）。ナサニエル・ブランデンと妻バーバラはこの愛人関係をランドに隠し続けた。1968年にランドがこの愛人関係を知ったとき、ブランデンとの愛人関係は既に終わっていたが、ランドはブランデンおよびバーバラと絶縁した。これによりNBIは終焉を迎えた。ランドは「ザ・オブジェクティビスト」（The Objectivist）誌でナサニエル・ブランデンとの絶縁を発表した。絶縁の理由は、ナサニエル・ブランデンの不誠実、およびその他の「彼の個人的生活における非合理的な行動」であるとした。ブランデンは後にあるインタビューで、「アイン・ランドの神秘性を永続化したこと」および「オブジェクティビズム運動に浸透したあの恐ろしい知的抑圧の雰囲気に寄与したこと」を、「すべてのオブジェクティビズム学徒」に対し謝罪している。その後数年間で、ランドは複数の盟友と交際を絶っている。

フォード大統領にホワイトハウスへ招待されたランド（右から2人目）、彼女の左隣には支持者だったグリーンスパンの姿もある（1974年）

1974年、ランドは肺ガンの手術を受けた。ランドは数十年にわたるヘビー・スモーカーだった。1976年にはニューズ・レターの執筆から退いた。またこの年、（社会保障および公的医療保障には当初反対していたにもかかわらず）周囲の説得に応じ、彼女の弁護士の所属事務所のコンサルタントであるエヴァ・プライアーが、社会保障および公的医療保障の利用を申請することを許した。1970年代末にはオブジェクティビズム運動におけるランドの活動は徐々に沈滞し、特に1979年11月9日に夫が死去してからは沈滞が顕著になった。ランドが最後に取り組んだプロジェクトの一つに『肩をすくめるアトラス』のテレビ化があったが、これは未完に終わった。
1982年3月6日、ランドはニューヨーク市の自宅で心不全により死去した。遺体はニューヨーク州ヴァルハラのケンシコ墓地に埋葬された。ランドの葬儀にはアラン・グリーンスパンを含む複数の著名追従者が参列した。ランドの柩のそばには、ドルマークをかたどった高さ180センチのフラワーアレンジメントが添えられた。遺言状で、ランドはレナード・ピーコフを遺産相続人に指名していた。

## 思想
ランドは自らの思想を「オブジェクティビズム」 と呼んだ。ランドによれば、オブジェクティビズムの本質は「人間を英雄的存在と見なす人間観」であり、この人間観によれば、「自己の幸福の追求が人生の正しい目的であり、生産的な達成が人間にとって最も崇高な活動であり、理性が人間にとって唯一の絶対的基準である」とされた。ランドはオブジェクティビズムを一つの思想体系と見なし、自らの主張を形而上学、認識論、倫理学、政治思想、および美学に展開した。
形而上学においては実在論を支持し、神秘主義あるいは超自然主義（と彼女が見なす立場）には、あらゆる形態の宗教を含め、すべて反対した。認識論においては、感覚を通じた知覚、および理性を、すべての知識の基礎と見なした。ランドは、感覚を通じた知覚の妥当性を、自明と見なした。理性を、「人間の五感を通じて提供される素材を識別し、統合する能力」と説明した。「直覚」、「直観」、「啓示」、あるいは「ただわかる」といった、非知覚的知識あるいは先験的知識の存在を主張する立場を、すべて拒絶した。ランドは「オブジェクティビズム認識論入門」（Introduction to Objectivist Epistemology）において概念形成の理論を提示し、分析／総合の二分論の否認を支持した。
倫理学においては、道徳原理として合理的エゴイズム（合理的利己）を主張した。ランドは、個人は「自己を他者の犠牲にすることも、他者を自己の犠牲にすることもなく、自己自身のために存在する」べきであると述べた。ランドは『利己主義という気概』（The Virtue Of Selfishness）という著書で、エゴイズムを「自己本位であることの美徳」(the virtue of selfishness) と呼んだ。この著書でランドは、is-ought問題（「-である」という命題からの推論で「-すべき」という命題を導く矛盾）に対する彼女の解決を示した。その解決は、道徳の基盤を「人間が人間として生存する必要性」に置くメタ倫理学に依拠するものであった。ランドは道徳的利他主義を、人間の生命および幸福に対する要求と相容れないとして、非難した。自分の側からの強制力の行使 (the initiation of force) は邪悪かつ不合理であると考え、『肩をすくめるアトラス』の中で「強制と精神は相反する」 (Force and mind are opposites) と書いた。
ランドの政治思想においては、財産権を含む個人の権利が強調された。ランドは、自由放任資本主義を唯一の道徳的な社会システムと見なした。彼女の見解では、自由放任資本主義が、個人の権利を保護を基盤とする唯一の社会システムだったからである。国家主義には反対した。ランドが考える国家主義には、神権政治、絶対君主制、ナチズム、ファシズム、共産主義、民主社会主義、独裁制も含まれた。ランドは、強制力による権利の実現は、憲法による制限を受けた政府のみが行うべきであると信じた。政治に関するランドの見解は、しばしば保守またはリバタリアニズムに分類されるが、彼女自身が好んだ呼称は「資本主義徹底派」(radical for capitalism) であった。ランドは政治運動で保守派と協働したが、宗教や倫理などの問題では、保守派に同意しなかった。リバタリアニズムを無政府主義と同類視して非難した。無政府主義は、主観主義に基づくナイーブな理論であり、実践においては集産主義にしかつながらないとして退けた。
ランドの美学は、「芸術家による形而上学的価値判断に基づく、現実の選択的再創造」（selective re-creation of reality according to an artist's metaphysical value-judgments）として定義される。芸術は、哲学的概念を、人々が把握しやすい形式に具現化することによって、人間の意識のニーズを満たすものであると述べた。作家としてランドが最も力を注いだ芸術形式は文学であり、ロマン主義を、文学において人間の自由意志の存在を最も正確に反映するアプローチと見なした。ランドは自分の文学へのアプローチを「ロマン主義的写実主義」(romantic realism) と称した。
ランドはアリストテレスに最も大きな影響を受けたと認めている。哲学の歴史上推薦できるのは、アリストテレス、アクィナス、アイン・ランドの「3人のA」だけだとも述べた。事実ランドがアリストテレスに負うところは大きく、マイク・ウォレスによる1959年のインタビューで、ランドは「私が精神的に恩義を受けていることを認めるのは、アリストテレスだけです。アリストテレスは、私がこれまで影響を受けた唯一の哲学者です。アリストテレスの影響による部分を除き、私は自分の思想を、自分自身で築き上げました」と答えている。ただしランドは、若い頃にフリードリヒ・ニーチェからインスピレーションを受けてもいる。研究者によると、ニーチェの影響は、ランドの日記の初期の記述や、後にランドが改訂した『われら生きるもの』（We the Living）の初版の文章や、彼女の叙述スタイル全体などに見いだされる。ただしランドは、『水源』（The Fountainhead）執筆時までには、ニーチェの考えを拒絶するようになっている。また、初期ランドがどの程度ニーチェの影響を受けたかについては、疑問が出されている。ランドが特に軽蔑した哲学者の中には、イマヌエル・カントもいた。ランドはカントを「モンスター」と呼んでいる。ただし、哲学研究者のジョージ・ウォルシュ (George Walsh)とフレッド・セドン (Fred Seddon)は、ランドがカントを誤解し、見解の相違を誇張していたと主張している。
ランドは、哲学への自分の最も重要な貢献は、「概念論と、倫理学。それから悪、すなわち権利の侵害は、自分の側から強制力の使用によって存立するという、政治学上の発見」であると述べている。認識論は哲学の根本をなす部門の一つと信じ、理性の賞揚を自分の哲学の最も重要な側面と見なした。「私は資本主義の擁護者というよりはエゴイズムの擁護者であり、エゴイズムの擁護者であるというよりは理性の擁護者である。理性の至高性を認め、これを一貫して適用すれば、残りは当然のこととして導かれる」と述べた。

## 反響と遺産

### レビュー
ランドの作品は、彼女の存命中から、強烈な賞賛と非難の両方を巻き起こした。最初の小説『われら生きるもの』（We the Living）は、文芸評論家H・L・メンケン (H.L. Mencken) に賞賛された。ブロードウェイで上演された演劇「1月16日の夜に」（Night of January 16th）は、批評家からも観客からも好評だった。『水源』（The Fountainhead）は、「ニューヨーク・タイムズ」（The New York Times）紙のレビューアーから「偉大」(masterful) と評された。ランドの小説の出版当時には、冗長でメロドラマ的であると嘲る批評家もいた。それでもランドの小説は、主に口コミを通じてベストセラーになった。
ランドが最初にレビューを受けた作品は「1月16日の夜に」（Night of January 16th）だった。この劇に対しては、おおむね肯定的なレビューが寄せられた。しかしランドは、肯定的なレビューにも決まりの悪い思いをしていた。この劇の上演にあたり、プロデューサーが彼女の脚本を大幅に変更していたからである。ランドは、最初の小説『われら生きるもの』（We the Living）には多くのレビューが書かれなかったと信じていた。しかしランド研究者のマイケル・S・ベルリナーは、この小説に対して、200以上の出版物で約125件のレビューが公開されていることを明らかにした。ベルリナーは、「『われら生きるもの』はランドの作品の中で最も多くのレビューが書かれた小説である」と述べている。『われら生きるもの』に対するレビューは、全体として、後のランドの作品に対するレビューよりも肯定的だった。1938年に出版された短篇小説『アンセム』（Anthem）は、イングランドで出版された初版も、その後の改訂版も、レビューアーにはほとんど注目されなかった。
ランドの最初のベストセラー『水源』（The Fountainhead）は、『われら生きるもの』に比べ、書かれたレビューの数がはるかに少なかった。レビューアーの意見もまちまちだった。「ニューヨーク・タイムズ」（The New York Times）紙に掲載された肯定的なレビューの一つは、ランド自身も高く評価した。このレビューの書き手は、ランドを「きらびやかに、美しく、痛烈に」書く「すばらしい力を持つ作家」と呼び、「この偉大な作品を読めば、我々の時代における基本的な概念のいくつかについて考え抜かずにはいられないだろう」と述べた。他にも肯定的なレビューはあったが、ランドはそれらのほとんどを、自分のメッセージを理解していない、もしくは掲載紙誌がマイナーであるとして、無視した。否定的なレビューのいくつかは、この小説の長さを批判していた。たとえば、あるレビューアーはこの小説を「本の鯨」と呼び、別のレビューアーは「この小説に入れ込む人間には、紙の配給に関する厳しい授業を受けさせる必要がある」と書いた。登場人物に同情心がないと批判するレビューアーや、ランドの文体を「不快なほど単調」と批判するレビューアーもいた。
1957年に出版された『肩をすくめるアトラス』（Atlas Shrugged）には多数のレビューが書かれた。多くのレビューが、この小説にきわめて否定的だった。保守派の批評家ホイタッカー・チェンバース (Whittaker Chambers) は、「ナショナル・レビュー」（National Review）誌でこの小説を「青臭く」「とんでもなく愚かしい」と評した。チェンバースは、この小説が「救済のない刺々しさ」に貫かれていると述べ、ランドが神を排した体制（チェンバースによればソビエトに類する体制）を支持していると非難し、「『肩をすくめるアトラス』のほぼすべてのページから、痛ましい必然による命令として聞こえてくる声がある。『ガス室に行け！』の声だ」と述べた。『肩をすくめるアトラス』に対する肯定的なレビューも、いくつかの出版物で書かれた。たとえば著名な書評家ジョン・チェンバレン (John Chamberlain) は、この小説を賞賛した。しかし、後にランド研究者のミミ・リーセル・グラッドスタイン (Mimi Reisel Gladstein) が書いたところによれば、「レビューアーたちは、まるで酷評の巧みさを競い合うかのようだった。彼らは『肩をすくめるアトラス』を“忌むべきはったり”と評したり、“悪夢”と評したりした。この小説が“憎悪によって書かれている”と述べたり、“無慈悲な弱い者いじめと冗長さを示している”などと述べたりした」。作家のフラナリー・オコナー（Flannery O'Connor）は、友人への手紙で「アイン・ランドのフィクションはおよそ考えられる中で最低のフィクションだ。地下鉄で拾い上げたらすぐそばのクズ箱に直行だろう」と書いた。
ランドのノンフィクションについて書かれたレビューは、彼女の小説について書かれたレビューより、ずっと少なかった。ランドの最初のノンフィクション『新しい知識人のために』(For the New Intellectual)に対する批判の趣旨は、『肩をすくめるアトラス』（Atlas Shrugged）に対する批判の趣旨と、ほぼ同じだった。哲学研究者シドニー・フック (Sidney Hook) は、ランドの確信を「ソビエト連邦での哲学の書かれ方」になぞらえた。作家ゴア・ヴィダル (Gore Vidal) は、ランドの見解を「その不道徳性においてほぼ完璧」と評した。その後の著書は、発刊するたびにレビューアーから注目されなくなった。
2005年、アイン・ランド生誕100年にあたり、評論家のエドワード・ロスタイン (Edward Rothstein) は「ニューヨーク・タイムズ」（The New York Times）紙で、ランドのフィクションは古風でユートピア的な「レトロ・ファンタジー」であり、理解され損ねた芸術家によるプログラム的新ロマン主義であると述べた。またロスタインは、ランドの小説の登場人物たちによる「民主社会に対する孤立した拒絶」を批判した。2007年、書評家のレスリー・クラーク (Leslie Clark) はランドのフィクションを「擬似哲学の青さびが付いたロマンス小説」と評した。2009年、男性向けファッション・ビジネス・カルチャー誌「GQ」コラムニストのトム・カーソン (Tom Carson) は、ランドの著書を、『ベン・ハー』(Ben-Hur)や『レフトビハインド』(Left Behind)シリーズと同類の、「資本主義版のミドルブロー（中程度知識層向け）宗教小説」と評した。

### 大衆への浸透
1991年、アメリカ議会図書館と米国最大の書籍通販組織「ブック・オブ・ザ・マンス・クラブ」(the Book-of-the-Month Club) は、同クラブ会員に「人生で最も影響を受けた本」を尋ねる調査を行った。この調査でランドの『肩をすくめるアトラス』（Atlas Shrugged）は、聖書に次ぎ2番目に多くの票を集めた。また、1998年のランダムハウス/モダンライブラリーの「アメリカの一般読者が選んだ20世紀の小説ベスト100」で『肩をすくめるアトラス』が第一位、『水源』が第2位を獲得し、また10位内に4つの作品がランクインした。ランドの著書は現在も幅広い読者に購入され、読まれ続けている。販売総部数は2013年時点で2,900万部を超える。なお販売総部数の約10%は「アイン・ランド協会」(The Ayn Rand Institute) による学校への寄贈用である。ランドの影響が最も大きいのは米国であるが、彼女の作品は世界中で関心を引いている。インドでは現在もランドの作品がベストセラーに名を連ね続けている。
同時代でランドを賞賛した作家には、アイラ・レヴィン (Ira Levin)、ケイ・ノルティ・スミス (Kay Nolte Smith)、L・ニール・スミス (L. Neil Smith) などがいる。後の世代の作家であるエリカ・ホルツァー (Erika Holzer) やテリー・グッドカインド (Terry Goodkind) も、ランドの影響を受けている。人生や思想の上でランドに重要な影響を受けたことを公言しているアーチストには、ほかに漫画家のスティーヴ・ディッコ (Steve Ditko) や、ハードロック/プログレッシブ・ロックバンドのラッシュ (Rush) のドラマー、ニール・パート (Neil Peart) などがいる。ランドはビジネスを肯定的に描いて見せた。このため経営者や起業家の中にも、ランドの作品を賞賛する者や、ランドの作品の普及に努める者は多い。銀行持株会社BB&Tのジョン・アリソン (John Allison）や、スポーツ・エンタテイメント会社コムキャスト・スペクタカー (Comcast Spectacor) のエド・スナイダー (Ed Snider) は、ランドの思想の普及活動に資金を拠出した。ほかにもプロバスケットボールチームのダラス・マーベリックス (Dallas Mavericks) のオーナー、マーク・キューバン (Mark Cuban) や、食料品スーパーマーケットチェーンのホールフーズ・マーケットのCEO、ジョン・P・マッキー (John P. Mackey) など様々な経営者・起業家が、自分の成功にランドが重要な役割を果たしたと述べている。
ランドとその作品は、アニメ、ライブコメディ、ドラマ、ゲームショーを含むテレビ番組や、映画、ビデオゲームなど、様々なメディアで取り上げられている。ランドやランドをベースにしたキャラクターは、米国の著名な作家達による様々な文芸作品やSFに登場し、（肯定的であれ否定的であれ）大きな存在感を示している。「リーズン」（Reason）誌の編集主幹であるニック・ギレスピー (Nick Gillespie) は、「ランドの名声は、虐げられた形で不滅になっています。様々な作品に登場しているランドには、まるで主人公のようなインパクトがあります」、「ランドを冷酷で非人間的と非難することは、大衆文化に浸透しきっています」と述べている。ランドの生涯については2本の映画が制作されている。ドキュメンタリー映画「アイン・ランド：ア・センス・オブ・ライフ」（Ayn Rand: A Sense of Life、1997年）は、アカデミー長編ドキュメンタリー映画賞にノミネートされた。1999年に制作されたテレビドラマ「ザ・パッション・オブ・アイン・ランド」（The Passion of Ayn Rand）は、バーバラ・ブランデン (Barbara Branden) による同名の伝記（1986年）をドラマ化したもので、複数の賞を受賞した。ニック・ガエターノ (Nick Gaetano) がデザインしたランドの肖像画は、米国の切手にもなった。

### 政治的影響

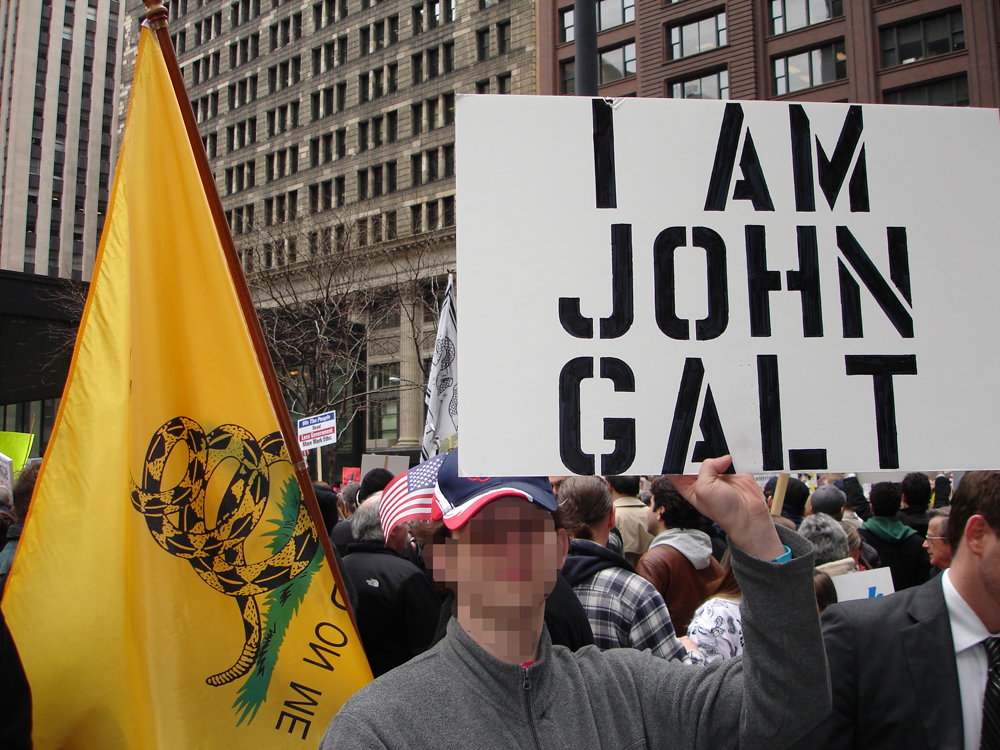
2009年のティーパーティー集会で参加者の一人が掲げていたプラカード。アイン・ランドの小説『肩をすくめるアトラス』の主人公ジョン・ゴールトの名前に言及している。

ランド自身は「保守」や「リバタリアン」に分類されることを拒否していたにもかかわらず、ランドは右派政治運動やリバタリアニズムに強い影響を与え続けている。ケイトー研究所 (Cato Institute) の上級研究員、ジム・パウエル (Jim Powell) は、近代におけるアメリカのリバタリアニズムにおいて最も重要な3人の女性として、ローズ・ワイルダー・レイン (Rose Wilder Lane)、イザベル・パターソンと共にアイン・ランドを挙げている。リバタリアン党の創設者の1人、デヴィッド・ノーラン (David Nolan) は、「アイン・ランドがいなかったら、リバタリアン運動は存在しなかっただろう」と述べている。ジャーナリストのブライアン・ドハティ (Brian Doherty) は、リバタリアン運動の歴史を記述する中で、ランドを「20世紀のリバタリアンの中で社会全体に最も大きな影響を与えた人物」と呼んでいる。伝記作家のジェニファー・バーンズ (Jennifer Burns) は、ランドを「右派の人生への究極のゲートウェイドラッグ」と呼んだ。
ウィリアム・F・バックリー・ジュニア（William F. Buckley, Jr.）をはじめとする「ナショナル・レビュー」（National Review）誌の寄稿者達は、ランドを厳しく批判していた。1950年代から1960年代にかけて、同誌にはウィテカー・チェンバース (Whittaker Chambers)、ゲイリー・ウィルズ (Garry Wills)、およびM・スタントン・エヴァンズ (M. Stanton Evans) による多数の批判が掲載された。しかしランドの保守派への影響があまりにも大きかったため、バックリーをはじめとする「ナショナル・レビュー」誌寄稿者達も、伝統的価値観念やキリスト教的精神と資本主義の擁護をどうすれば統合できるか、再検討することを迫られた。
妊娠中絶合法化を支持し、神の存在を否定するなど、ランド自身は保守派としては典型的ではない立場も取っている。しかし政治の世界でランドからの影響を公言する人物は、一般に保守派で、共和党の党員であることが多い。1987年に「ニューヨーク・タイムズ」（The New York Times）紙に掲載された記事で、ランドはレーガン政権の「桂冠小説家」(novelist laureate) と呼ばれていた。共和党連邦議会議員や保守派の政治評論家も、ランドの影響を受けたことを認め、ランドの小説を推薦している。
2000年代末の金融危機は、ランドの作品、特に『肩をすくめるアトラス』（Atlas Shrugged）への新たな関心を呼び起こした（この金融危機が『肩をすくめるアトラス』で予見されていたと見る者もいた)。現実の世界の出来事とこの小説のプロットを比較する、様々な論説が書かれた。同じ時期、ティーパーティー運動参加者の中に、ランドや彼女の小説の主人公ジョン・ゴールトに言及するプラカードを掲げる者が多く見られた。同時に、ランドの思想に対する批判も、政治的左派を中心に高まった。批判者達は、ランドによる利己主義と自由市場の擁護が、特にアラン・グリーンスパンへの影響を通じ経済危機を引き起こしたと非難した。たとえば「マザー・ジョーンズ」（Mother Jones）誌は「伝統的なヒエラルキーを逆さにし、 富や才能や権力を握る人々を被抑圧者に変えて見せるのが、常にランドの特殊な才能だった」と論じ、「ネイション」（The Nation）誌は「ランディアニズムの道徳構文法」とファシズムの類似性を主張した。

### アカデミズムの反応
ランドの存命中、彼女の作品はアカデミズムの世界の研究者からはほとんど注目されなかった。ランドの思想に関する最初の学問的書物は、1971年に出版された。その著者は、ランドについて書くことは、ランドを真剣に取り扱ったことでランドとの「連座による罪」に問われかねない「危険な企て」であると述べた。1982年にランドが死去する前に、ランドの思想に関するいくつかの論文が学術誌に掲載されているが、その多くは「ザ・パーソナリスト」（The Personalist）誌に掲載されたものだった。リバタリアンの哲学研究者ロバート・ノージック (Robert Nozick) による「ランディアンの主張について」（On the Randian Argument）はその一つである。この論文でノージックは、形而上学におけるランドの主張に不備があり、デイヴィッド・ヒューム (David Hume) が提起したis-ought問題が解決されていないと論じた。「パーソナリスト」誌には、ノージックに対する他の哲学研究者からの反論も掲載された。反論者達は、ノージックがランドの立場を誤って述べていると主張した。ランドの存命中、文学者としてのランドを学問的に検討した論考は、さらに限られていた。演劇研究者のミミ・グラッドスターン (Mimi Gladstein) が1973年にランドの研究を開始した当時、ランドの小説に関する学術論文は1本も見つからなかった。1970年代を通じて発表された文学者としてのランドの研究論文は3本だけだった。
ランドの死去後、ランドの作品への関心は徐々に高まった。歴史家のジェニファー・バーンズ (Jennifer Burns) によれば、これまでランドに対する研究者達の関心には「重なり合う3つの波」があり、その内最も新しい波は2000年以来の「学問的研究の爆発」(an explosion of scholarship) である。ただし現在、ランドやオブジェクティビズムを哲学上の専門や研究分野に含める大学はほとんど存在しない。多くの文学科や哲学科では、ランドは大衆文化現象と見なされ、真剣な研究の対称として扱われていない。
学術機関でランドの作品について教授している研究者としては、グラッドスタイン (Gladstein)、クリス・マシュー・スカバラ (Chris Matthew Sciabarra)、アラン・ゴットヘルフ (Allan Gotthelf)、エドウィン・A・ロック (Edwin A. Locke)、タラ・スミス (Tara Smith) などがいる。スカバラは、ランドの哲学的および文学的業績の研究に貢献する超党派の査読付き定期刊行誌である「ザ・ジャーナル・オブ・アイン・ランド・スタディーズ」（The Journal of Ayn Rand Studies）の、共同編集者を務めている。1987年、ゴットヘルフは、ジョージ・ウォルシュ (George Walsh）およびデヴィッド・ケリー (David Kelley) と共に「アイン・ランド・ソサイアティ」(Ayn Rand Society) の創設を支援した。ゴットヘルフは、ランドおよびランドの思想に関するセミナーを積極的に後援している。スミスはランドの思想に関する学術的な本および論文を複数書いている。ケンブリッジ大学出版局 (Cambridge University Press) から出版されたランドの倫理論に関する書籍、『アイン・ランドの規範倫理：有徳のエゴイスト』（Ayn Rand's Normative Ethics: The Virtuous Egoist）はその1つである。ランドの思想は、クレムゾン大学およびデューク大学でも研究対象になっている。英米文学の研究者はランドの作品をほぼ無視している。ただし1990年代以降は、ランドの作品に注目する研究者が増えている。
ランド研究者のダグラス・デン・アイル (Douglas Den Uyl) とダグラス・B・ラスムッセン (Douglas B. Rasmussen) は、ランドの思想の重要性と独自性を強調する際、ランドの文体が「文学的、誇張法的、かつ感情的」であると述べた。哲学研究者のジャック・ホイーラーは、ランドの倫理学には「絶え間ない大言壮語とランディアンの憤怒の絶え間ない発散」があるが、この倫理学は「きわめて巨大な業績であり、その研究は他のどの現代思想の研究よりはるかに有益である」と述べた。2001年にジョン・デヴィッド・ルイス (John David Lewis) は、オンライン文学百科事典「リテラリー・エンサイクロペディア」（Literary Encyclopedia）のランドの項で、「ランドは同世代の作家の中で最も知的に挑戦的なフィクションを書いた」と断言した。「ザ・クロニクル・オブ・ハイアー・エジュケーション」（The Chronicle of Higher Education）紙の1999年のインタビューで、スカバラは「彼らがランドを笑うことはわかっている」と述べながら、学術界でもランドの業績への関心が高まると予言した。
哲学研究者のマイケル・ヒューマー (Michael Huemer) は、ランドの思想、特に倫理学は、解釈が困難で論理的な一貫性に欠けており、これに説得される人は非常に少ないと主張した。ヒューマーは、ランドが注目を集めるのは、特に小説家として「人を引き込まずにはいない文章を書く才能」のためであるとしている。『肩をすくめるアトラス』（Atlas Shrugged）がルートヴィヒ・フォン・ミーゼス (Ludwig von Mises)、フリードリヒ・ハイエク (Friedrich Hayek)、フレデリック・バスティア (Frederic Bastiat) といった他の古典的自由主義哲学者の作品だけでなく、ランド自身のノンフィクション作品よりもよく売れるのは、ヒューマーによればランドのこの才能のためである。
政治学者のチャールズ・マーレイ (Charles Murray) は、ランドの文学的業績を賞賛する一方で、ランドが自分の思想をジョン・ロックやフリードリヒ・ニーチェなどの先行する思想家達からも受け継いでいることを認めず、哲学的にアリストテレスにのみ負っていると主張したことを批判している。マーレイによれば、「アリストテレスにわずかばかり助けられただけで、オブジェクティビズムが自分の頭脳から生まれ全面開花したと主張することによって、ランドは現実から乖離しただけでなく、子供じみることにもなってしまった」。
ランドはオブジェクティビズムが統一された思想体系であると主張したが、哲学研究者のロバート・H・バス (Robert H. Bass) は、ランドの中心的な倫理思想が彼女の中心的な政治思想と一貫せず矛盾すると主張した。

### オブジェクティビズム運動
1985年、ランドの相続人レナード・ピーコフは、ランドの思想および作品の伝播を目的とする非営利組織「アイン・ランド協会」(Ayn Rand Institute) を設立した。1990年、哲学研究者のデヴィッド・ケリー (David Kelley) は、「アトラス・ソサイエティ」(The Atlas Society) として知られる「オブジェクティビズム研究所」(Institute for Objectivist Studies) を設立した。2001年、歴史家のジョン・マカスキー (John McCaskey) は、アカデミズムの世界で行われる学問的なオブジェクティビズム研究に資金を提供する「オブジェクティビストの奨学のためのアンセム基金」(Anthem Foundation for Objectivist Scholarship) を組織した。BB&T社の慈善基金も、ランドの思想や作品の教授に資金を提供している。資金の提供を受けている学校には、テキサス大学オースティン校 (The University of Texas at Austin)、ピッツバーグ大学 (University of Pittsburgh)、およびノースカロライナ大学チャペルヒル校 (University of North Carolina at Chapel Hill) などがある。これらの資金提供がランドに関連する研究や教授を条件としていることが、議論になるケースもある。

## 主な著作
小説
- 1936年 We the Living
  - 『われら生きるもの』（脇坂あゆみ訳、ビジネス社、2012年12月）ISBN 978-4828416908
- 1943年 The Fountainhead
  - 『水源』（藤森かよこ訳、ビジネス社、2004年7月）ISBN 978-4828411323

『水源』は、1949年にゲイリー・クーパー主演、ランド自身の脚本によって映画化（オリジナルタイトルは、The Fountainhead であるが、日本では、『摩天楼』という日本語の題で公開）された。
- 1957年 Atlas Shrugged
  - 『肩をすくめるアトラス』（脇坂あゆみ訳、ビジネス社、2004年10月）ISBN 978-4828411491

改訳文庫版（全3巻） アトランティス 第一部 2014年 ISBN 978-4908222016 、第二部 2014年 ISBN 978-4908222023 、第三部 2015年 ISBN 978-4908222030
映画
- 1942年 Noi Vivi Addio Kira (著者の許諾を得ずにイタリアで制作、1986年米国で復刻版公開）
  - 『われら生きるもの』（アトランティス、2013年11月）

その他のフィクション
- 1932年 Red Pawn
  - 「レッドポーン」
- 1934年 Night of January 16th
  - 「1月16日の夜に」
- 1938年 Anthem
  - 『アンセム』
- 2015年 Ideal
  - 『イデアル』

ノンフィクション
- 1961年 For the New Intellectual
  - 『新しい知識人たちへ』
- 1964年 The Virtue of Selfishness
  - 『利己主義という気概---エゴイズムを積極的に肯定する』（藤森かよこ訳、ビジネス社、2008年12月）ISBN 978-4828414669
  - 『SELFISHNESS　自分の価値を実現する』完全日本語訳（オブジェクティビズム研究会訳、田村洋一監訳、Evolving、2021年5月）ISBN 978-4908148224
- 1966年 Capitalism: The Unknown Ideal
  - 『資本主義: 知られざる理想』
- 1969年 The Romantic Manifesto
  - 『ロマン主義宣言』
- 1971年 The New Left: The Anti-Industrial Revolution
  - 『新左翼: 反産業革命』
- 1979年 Introduction to Objectivist Epistemology
  - 『オブジェクティビズム認識論入門』
- 1982年 Philosophy: Who Needs It
  - 『哲学: 誰がそれを必要とするか』